# ディヴェルティメント (パーシケッティ)
吹奏楽のためのディヴェルティメント（Divertimento for Band ）作品42は、ヴィンセント・パーシケッティが最初に作曲した吹奏楽曲。アメリカの吹奏楽オリジナル曲のレパートリー充実に多大な業績を挙げたエドウィン・フランコ・ゴールドマンの依頼により、1950年から1951年にかけて作曲された。初演はニューヨークのセントラル・パークにある野外音楽堂「ザ・モール」で、ゴールドマン指揮のゴールドマン・バンドによって行われた。この作品の成功により、パーシケッティは数多くの吹奏楽曲を作曲するようになった。

## 楽器編成
フルート2、ピッコロ、オーボエ2（イングリッシュ・ホルン1持ち替え）、E♭クラリネット、B♭クラリネット3部、アルト・クラリネット、バス・クラリネット、ファゴット2、アルト・サクソフォーン2、テナー・サクソフォーン、バリトン・サクソフォーン、コルネット3、トランペット2、ホルン4、ユーフォニアム、トロンボーン3、バス（チューバ）、ティンパニ、シロフォン、大太鼓、シンバル、小太鼓、ウッドブロック

## 構成
6曲からなる。全曲で約10分 - 11分。
1. プロローグ（Prologue ）
2. ソング（Song ）
3. ダンス（Dance ）
4. バーレスク（Burlesque ）
5. ソリロクイ（Soliloquy ）
6. マーチ（March ）